# Monte Iraya
Monte Iraya es un volcán activo de Filipinas que se encuentra en la isla de Batán, una de las islas Batanes, en la provincia de Batanes, en el estrecho de Luzón, al norte de la isla de Luzón.
Es el volcán activo situado más al norte de las Filipinas. Iraya es un estratovolcán muy boscoso, con una altitud de 1.009 metros (3.310 pies) de altitud y un diámetro de base de 5.500 metros (18.000 pies).